# Ньябалі Кеджау Францискович
Кеджау Францискович Ньябалі (нар. 8 липня 1990) — український дзюдоїст гвінейського походження. Чемпіон України у ваговій категорії до 90 кг (2015).

## Життєпис
Народився 8 липня 1990 року у місті Києві, в родині українки і вихідця з Гвінеї-Бісау. Деякий час мешкав на батьківщині батька, а після розлучення батьків повернувся до Києва. Дзюдо почав займатись у семирічному віці.
У 2009 році в Парижі (Франція) став чемпіоном світу серед юніорів.
На чемпіонаті України з дзюдо у 2015 році виборов золоту медаль в категорії до 90 кг.

## Виступи на Олімпіадах
| Олімпіада | Вагова категорія | Супротивник    | Стадія | Результат |
| --------- | ---------------- | -------------- | ------ | --------- |
| Ріо 2016  | до 90 кг         | Аслей Гонсалес | 1/16   | програв   |